# Very Bad Things
Very Bad Things es una película de comedia negra y drama estadounidense de 1998 coescrita y dirigida por Peter Berg y protagonizada por Jon Favreau, Christian Slater, Cameron Diaz, Daniel Stern y Jeremy Piven. La banda sonora incluye temas de Trent Reznor y Leonard Cohen.

## Sinopsis
Kyle Fisher (Favreau) está a punto de casarse y sus amigos le organizan un fin de semana de despedida de soltero en Las Vegas para intentar liberarlo por unos días de su asfixiante novia, Laura (Diaz). Pronto las cosas comienzan a salirse de control en su suite del hotel: Bebidas, drogas y una bailarina de estriptis que acaba accidentalmente muerta.

## Reparto
- Cameron Diaz: Laura Garrity
- Christian Slater: Robert Boyd
- Jon Favreau: Kyle Fisher
- Leland Orser: Charles Moore
- Jeremy Piven: Michael Berkow
- Daniel Stern: Adam Berkow
- Jeanne Tripplehorn: Lois Berkow
- Kobe Tai: Tina